# Triaenodes penelope
Triaenodes penelope is een schietmot uit de familie Leptoceridae. De soort komt voor in het Australaziatisch gebied.